# Заволока
Заволо́ка — село в Україні, у Кам'янській сільській громаді Чернівецького району Чернівецької області.

## Населення

### Мова
Розподіл населення за рідною мовою за данимиперепису 2001 року:
| Мова       | Кількість | Відсоток |
| ---------- | --------- | -------- |
| українська | 748       | 97.14%   |
| румунська  | 14        | 1.82%    |
| російська  | 8         | 1.04%    |
| Усього     | 770       | 100%     |

## Пам'ятки
Неподалік від села розташований ботанічний заказник «Мальованка», а також ботанічна пам'ятка природи «Ділянка степової флори».